# 2896 Preiss
2896 Preiss este un asteroid din centura principală, descoperit pe 15 septembrie 1931 de Karl Reinmuth.